# Diadochen
De diadochen (enkelvoud: diadoch of diadooch; Grieks: διάδοχοι/diádochi (enkelvoud διάδοχος/ diádochos), "opvolgers") waren de Macedonische generaals van het leger van Alexander de Grote, die na zijn dood streden om de macht in zijn gigantische rijk dat uiteindelijk uiteenviel in een aantal zogenaamde diadochenrijken.

## Opvolging van Alexander de Grote
Na Alexanders plotselinge dood op 10 juni 323 v.Chr. trachtte zijn moeder, koningin Olympias het rijk bij elkaar te houden voor haar kleinzoon Alexander IV. Deze was nog erg jong – hij was pas na de dood van Alexander geboren – en tijdelijk nam Philippus III (bijgenaamd Arrhidaeus), de halfbroer van Alexander, daarom het koningschap waar. Philippus was niet geschikt voor het koningschap – hij was namelijk zwakzinnig en epileptisch – daarom werden de generaals van Alexander steeds machtiger.

## Erfenis van Alexander de Grote
Macedonië werd voor diens machtsbeluste generaals het meest omstreden gebied, waar alles om draaide. De macht over het oorspronkelijke rijk werd voor hen een prestigekwestie. Macedonië werd pas onder Alexander de grootste en machtigste staat ter wereld en was toen, heel on-Grieks, een koninkrijk. De koningsmacht werd daardoor een van de belangrijkste kenmerken van de door de Macedoniërs bestuurde rijken, die ontstonden in het tijdperk na de dood van Alexander de Grote. Onderlinge concurrentie tussen de generaals leidde tot verschillende oorlogen waarbij de coalities veel wisselden. Tijdens deze oorlogen geraakte de dynastie van Alexander steeds meer in verval. Uiteindelijk werden zijn vrouw, moeder en zoon vermoord. De oorlogen duurden ongeveer 40 jaar (322 v.Chr. tot 281 v.Chr.).

## Tijdlijn
Belangrijke gebeurtenissen in deze periode (jaartallen voor Christus):
- 323 · Dood van Alexander de Grote.
- 323 · Antipater slaat in Griekenland een opstand tegen het Macedonische gezag neer: de Lamische Oorlog.
- 322 · Rijksdeling van Babylon: nieuwe staatsorde en machtsevenwicht. Begin van de Eerste Diadochenoorlog: Perdikkas, de rijksregent, probeert de eenheid van het rijk te bewaren en trekt ten strijde tegen Ptolemaeus I Soter in Egypte.
- 320 · Moord op Perdikkas. Rijksdeling van Triparadeisos: rijk herverdeeld, Antipater wordt regent.
- 319 · Dood van Antipater en strijd om het regentschap tussen Polyperchon en Antipaters zoon Kassander. Zij verbinden zich met respectievelijk Eumenes van Cardia en Antigonos Monophthalmos, waarmee de Tweede Diadochenoorlog uitbreekt.
- 317 · Moord op Alexanders broer en opvolger, de zwakbegaafde Philippus III Arrhidaios. Antigonos schakelt Eumenes uit. Einde van de Tweede Diadochenoorlog.
- 316 · Moord op Olympias, moeder van Alexander de Grote. Seleucus wordt door Antigonos uit Babylon verdreven en vlucht naar Ptolemaeus in Egypte.
- 314 · Begin van de Derde Diadochenoorlog: Antigonos tegen Ptolemaeus, Kassander en Lysimachus.
- 311 · Seleucus, vechtend voor Ptolemaeus, verovert Babylon. Einde van de Derde Diadochenoorlog met de Diadochenvrede tussen Antigonos, Ptolemaeus, Kassander en Lysimachus. Antigonos' zoon Demetrios Poliorketes valt Seleucus aan. Begin van de Babylonische Oorlog.
- 309 · Antigonos erkent zijn nederlaag tegen Seleucus; moord op Alexanders vrouw Roxane en zoon Alexander IV.
- 306 · Begin van de Vierde Diadochenoorlog: Antigonos en zijn zoon Demetrios tegen de anderen. Zij veroveren Cyprus en nemen de koningstitel aan.
- 305 · Seleucus en Lysimachus nemen ook de koningstitel aan.
- 305/304 Kassander neemt ook de koningstitel aan.
- 304 · Ptolemaeus neemt ook de koningstitel aan.
- 301 · Slag bij Ipsos: Antigonos I Monopthalmos sneuvelt, Demetrios I verslagen. Seleucus verovert Zuid-Anatolië (op Cilicië na) en Noord-Syrië, waar hij Antiochië sticht; Ptolemaeus verovert Palestina, Zuid-Syrië, Cyprus en Cilicië; Lysimachus verovert West-Anatolië. Einde van de Vierde Diadochenoorlog, definitieve opsplitsing van het Macedonische Rijk van Alexander de Grote.
- 294 · Demetrios verslaat de Antipatriden en wordt koning van Macedonië.
- 288 · Lysimachus en Pyrrhus van Epirus verslaan Demetrios en verdelen Macedonië.
- 285 · Lysimachus verslaat Pyrrhus en neemt heel Macedonië voor zichzelf.
- 282 · Pergamon scheidt zich onder leiding van Attalus Philetaerus af van Lysimachus en wordt een vazal van Seleucus.
- 281 · Lysimachus sneuvelt in de Slag bij Corupedium tegen Seleucus, die daarmee West-Anatolië verovert (Pergamon blijft een vazalstaat). Seleucus wordt kort daarna vermoord door Ptolemaeus' zoon Keraunos; de Ptolemaeën nemen twee jaar de heerschappij over Macedonië over. Pontus verklaart zich onafhankelijk onder Mithridates I.
- 279 · De Antipatriden verslaan de Ptolemaeën en regeren Macedonië ook twee jaar.
- 277 · Demetrios' zoon Antigonos II Gonatas verslaat de Antipatriden en herstelt de Antigonidische dynastie. Einde van de Diadochentijd.

## Lijst van diadochen
- Antigonos I Monophthalmos
- Antipater (Macedonië)
- Craterus (diadoch)
- Eumenes
- Kassander
- Lysimachus
- Meleager (generaal)
- Nearchos
- Perdikkas (diadoch)
- Polyperchon
- Ptolemaeus I Soter
- Seleucus I Nicator

## Resulterende rijken
Na deze oorlogen was het idee van de eenheid van het rijk verdwenen en hadden zich vaste territoria gevormd. 
- Egypte met Palestina, Cyprus en stukken van Klein-Azië en de Aegeische zee onder de dynastie van de Ptolemaeën
- Klein-Azië, Syrië, Mesopotamië en Perzië onder de Seleuciden
- Macedonië en Griekenland onder de Antigoniden

Behalve deze gebieden  waren er nog diverse andere gebieden die tot het rijk van Alexander de Grote hadden gehoord.

## Romeinen
Alle rijken werden uiteindelijk door de Romeinen en Parthen veroverd, Egypte als laatste in 30 v.Chr.

## Hellenistische rijken
(Opmerking: Om een beter overzicht te bieden van de hellenistische wereld is deze kaart in een groot formaat weergegeven. Gebruik de horizontale scroll-balk om de kaart verder te bekijken.)

## Moderne geschiedenis
In het Griekse koninkrijk (1832-1973, zie Geschiedenis van het moderne Griekenland) was diádochos ook de titel van de kroonprins.

Philippus' generaals
Attalus · Parmenion · Antipater · Eumenes
Somatophylax (Alexanders lijfwacht)
Aristonous · Arybas · Balacrus · Demetrius · Lysimachus · Ptolemaeus (zoon van Seleucus) · Peithon · Hephaestion · Menes · Leonnatus · Perdiccas · Ptolemaeus · Peucestas
Satrapen na de Rijksdeling van Babylon
Antipater (Macedonië en Griekenland · Philo (Illyrië) · Lysimachus (Thracië) · Leonnatus (Frygië) · Antigonos(Frygië aan de Hellespont) · Asander (Karië) ·Nearchos (Lycië en Pamphylië) · Menander (Lydië) · Philotas (Cilicië) · Eumenes (Cappadocië en Paphlagonië) · Ptolemaeus (Egypte) · Laomedon van Mytilene (Syrië) · Neoptolemus (Armenië) · Peucestas (Babylonië) · Arcesilaus (Mesopotamië) · Peithon (Medië) · Tlepolemus (Perzië) · Nicanor (Parthië) · Antigenes (Susiana) · Archon (Pelasgia) · Philippus (Hyrcanië) · Stasanor (Arië en Drangiana) · Sibyrtius (Arachosië en Gedrosië) · Amyntas (Bactrië) · Scythaeus (Sogdiana)
Satrapen na de Rijksdeling van Triparadisus
Antipater (Macedonië en Griekenland) · Lysimachus (Thracië) · Arrhidaeus (Frygië aan de Hellespont) · Antigonos (Frygië, Lycië en Pamphylië) · Cassander (Carië) · Clitus de Witte (Lydië) · Philoxenus (Cilicië) · Nicanor (Cappadocië en Paphlagonië) · Ptolemaeus (Egypte) · Laomedon van Mytilene (Syrië) · Peucestas (Perzië) · Amphimachus (Mesopotamië) · Peithon (Medië) · Tlepolemus (Carmanië) · Philippus (Parthië) · Antigenes (Susiana) · Seleucus (Babylonië) · Stasanor (Bactrië en Sogdiana) · Stasander (Arië en Drangiana) · Sibyrtius (Arachosië en Gedrosië)
Cavaleriegeneraals
Perdiccas · Hephaestion · Philotas · Ptolemaeus · Clitus de Zwarte · Antigonos · Lysimachus · Menander · Leonnatus · Laomedon van Mytilene · 
Neoptolemus · Erigyius · Aretes · Ariston van Paionia
Infanteriegeneraals
Meleager · Craterus · Seleucus · Polyperchon · Antigenes · Coenus · Ptolemaeus (zoon van Seleucus)
Andere generaals
Alcetas · Amphimachus · Amyntas ·  Arcesilaus · Archon · Asander · Clitus de Witte · Nearchus · Nicanor · Nicanor · Peithon · Peucestas · Philippus · Philo · Philotas · Philoxenus · Scythaeus · Sibyrtius · Stasanor · Stasander · Tlepolemus
- Biblioteca Nacional de España: XX521893
- Bibliothèque nationale de France: cb119588152 (data)
- Gemeinsame Normdatei: 4138922-0
- Library of Congress Control Number: sh85079269
- Nationale Bibliotheek van Israël: 987007541161505171
- Système universitaire de documentation: 027577945